# Светски куп у биатлону 2013/14 — мешовита штафета
Такмичење мешовитих штафета у биатлону налазило се на програму Светског купа у биатлону 2013/14. само једном и то у 1. колу 24. новембра 2013. у Естерсунду (Шведска). Ова дисциплина била је и у програму Олимпијских игара у Сочију. Резултати са олимпијских игара се не не рачунају у светски куп за разлику од резултата са Свеских првенстава.
Учествовале су 24 мешовите штафете из исто толико земаља.

## Систем такмичења
Мешовита штафета је најмлађа дисциплина биатлона, има иста правила као мушка и женска штафета, али је екипа мешовитог састава - два мушкарца и две жене. Прво трче жене, а затим мушкарци. Жене трче по 6 км, а мушкарци 7,5 км. У току трке сваки такмичар има два гађања: једно из лежећег, а друго из стојећег става. За свако гађање (5 мета) такмичар има 8 метака, од којих 5 иду у пушку, а преостала три (уколико буду потребни) морају се ручно напунити. Уколико и после испуцаних 8 метака, има непогођених мета, трчи се казнени круг од по 150 м за сваку. Први тркачи свих екипа крећу у исто време, а сваки следећи, зависно од тога којим редом његов претходник из екипе стигне на место предаје штафета. Предаја се врши додиривањем, на било ком месту на телу, у „зони“ предаје дугој 50 метара. Предају надгледају посебне судије. Прво гађање, првог такмичара је на мети која одговара његовом стартном броју. Друго гађање првог и сва гађања преосталих такмичара у екипи, одвијају се на метама по редоследу стизања на гађање.

## Коначан пласман мешовите штафете
| Пласман | Ст. бр | Земља                                                                                      | П (Л+С)                                                     | УП   | ВЕ        | Заостатак | Бод                  | БКН           |
| ------- | ------ | ------------------------------------------------------------------------------------------ | ----------------------------------------------------------- | ---- | --------- | --------- | -------------------- | ------------- |
| 1.      | 3      | Чешка · Вероника Виткова · Габријела Сукалова · Здењек Витек · Ондре Моравец               | 0:4, 0:4 (0+1) (0+1) (0+1) (0+0) (0+0) (0+2) (0+2) (0+1)    | 0+8  | 1:17:05,6 | 0,0       | 60                   | 420 (210+210) |
| 2.      | 1      | Норвешка · Тора Бергер · Синеве Солемдал · Ветле Штостад Ктистијансен · Тарјеј Бе          | 1+8, 0+4 (1+3) (0+0) (0+3) (0+2) (0+1) (0+0) (0+1) (0+2)    | 1+12 | 1:17:15,8 | +10,2     | 54                   | 390 (195+195) |
| 3.      | 9      | Украјина · Олена Пидрушина · Ваљ Семеренко · Сергиј Семенов · Андриј Дериземља             | 0+5, 0+7 (0+2) (0+3) (0+2) (0+1) (0+0) (0+0) (0+1) (0+3)    | 0+12 | 1:18:16,8 | +1:11,2   | 48 \|\|360 (180+180) |               |
| 4.      | 5      | Италија · Доротеја Вијерер · Карин Оберхофер · Доминик Виндиш · Лукас Хофер                | 0+4, 2+7 (0+1 0+1) (0+0) (0+3) (0+1) (2+3) (0+2) (0+0)      | 2+11 | 1:18:18,1 | +1:12,5   | 43                   | 330 (165+165) |
| 5.      | 2      | Француска · Мари Лор Брине · Мари Дорен Абер · Симон Дестије · Мартен Фуркад               | 0+2, 3+3 (0+0 0+0) (0+1) (0+0) (0+0) (0+1) (0+1) (3+2)      | 3+5  | 1:19:16,7 | +2:11,1   | 40                   | 310 (155+155) |
| 6.      | 2      | Русија · Јекатерина Глазирина · Олга Зајцева · Алексеј Волков · Антон Шипулин              | 1+6, 2+7 (0+1 0+1) (0+1) (2+3) (0+1) (0+1) (1+3) (0+2)      | 4+13 | 1:20:08,9 | +3:03,3   | 38                   | 290 (145+145) |
| 7.      | 7      | Немачка · Франциска Хилдебранд · Андреа Хенкел · Арнд Пајфер · Флоријан Граф               | 2+6, 3+12 (0+1 0+3) (0+1) (0+3) (2+3) (3+3)                 | 5+18 | 1:20:16,9 | +3:11,3   | 36                   | 270 (135+135) |
| 8.      | 12     | Белорусија · Надежда Скардино · Дарја Дормачева · Јевгениј Абраменко · Сергеј Новиков      | 0+5, 2+8 (0+1 2+3) (0+2) (0+2) (0+2) (0+1) (0+0) (0+2)      | 2+13 | 1:20:27,3 | +3:21,7   | 34                   | 250 (125+125) |
| 9.      | 6      | Словенија · Андреја Мали · Теа Грегорин · Клемен Бауер · Јаков Фак                         | 0+5, 5+10 (0+1 0+1) (0+1) (2+3) (0+1) (0+1) (1+3) (0+2)     | 5+15 | 1:20:37,5 | +3:31,9   | 32                   | 230 (115+115) |
| 10.     | 17     | Аустрија · Ирис Швабл · Катарина Инерхофер · Тобијас Еберхард · Фридрих Пинтер             | 0+4, 2+10 (0+0 0+2) (0+3) (1+3) (0+1) (0+2)                 | 2+14 | 1:21:07,3 | +4:01,7   | 31                   | 220 (110+110) |
| 11.     | 15     | Канада · Меган Имри · Зина Кочер · Скот Пера · Нејтан Смит                                 | 0+4, 5+8 (0+0 0+3) (0+3) (2+2) (0+0) (3+3) (0+1) (0+0)      | 5+12 | 1:21:24,8 | +4:19,2   | 30                   | 210 (105+105) |
| 12.     | 13     | Сједињене Државе · Анелис Кук · Сузан Данкли · Тим Берк · Лауел Бејли                      | 0+3, 5+11 (0+0) (3+3) (0+2) (1+3) (0+0) (0+2) (0+1) (1+3)   | 5+14 | 1:21:32,3 | +4:27,7   | 29                   | 200 (100+100) |
| 13.     | 10     | Шведска · Елизабет Хегберг · Ана-Карин Стремстед · Бјерн Фери · Карл Јохан Бергман         | 0+4, 4+8 (0+0) (2+3) (0+1) (2+3) (0+0) (0+1) (0+3) (0+1)    | 4+12 | 1:21:43,7 | +4:38,1   | 28                   | 190 (95+95)   |
| 14.     | 8      | Словачка · Јана Герекова · Паулина Фијалкова · Матеј Казар · Павол Хурајт                  | 2+10, 1+8 (0+1) (0+2) (0+3) (1+3) (2+3) (0+1) (0+3) (0+2)   | 3+18 | 1:21:57,1 | +4:51,5   | 27                   | 180 (90+90)   |
| 15.     | 24     | Литванија · Дијана Расимовицијуте · Наталија Кочергина · Томас Каукенас · Карол Домбровски | 1+8, 0+4 (0+1) (0+0) (1+3) (0+0) (0+1) (0+2) (0+3) (0+2)    | 1+12 | 1:23:00,2 | +5:54,6   | 26                   | 170 (85+85)   |
| 16.     | 16     | Финска · Кајса Мекерејнен · Мари Лауканен · Јарко Каупинен · Ахти Тоиванен                 | 4+10, 1+9 (0+1) (0+2) (3+3) (1+3) (0+3) (0+3) (1+3) (0+1)   | 5+19 |           | + круг    | 25                   | 160 (80+80)   |
| 17.     | 11     | Швајцарска · Елиза Гаспарин · Селина Гаспарина · Клаудио Бекли · Бењамин Вегер             | 2+6, 5+12 (0+0) (1+3) (0+1) (1+3) (0+2) (2+3) (2+3) (1+3)   | 7+18 |           | + круг    | 24                   | 150 (75+75)   |
| 18.     | 21     | Румунија · Река Ференц · Луминица Пишкоран · Remus Faur · Корнел Пукијану                  | 4+9, 1+6 (0+0) (1+3) (1+3) (0+0) (2+3) (0+2) (1+3) (0+1)    | 5+15 |           | + круг    | 23                   | 140 (70+70)   |
| 19.     | 20     | Јапан · Фујуко Сузуки · Јурије Танака · Хиденори Иса · Џуњи Нагај                          | 0+2, 3+9 (0+0) (0+1) (0+2) (2+3) (0+0) (0+2) (0+0) (1+3)    | 3+11 |           | + круг    | 22                   | 130 (65+65)   |
| 20.     | 14     | Пољска · Кеистина Палка · Магдалена Гвиздон · Лукаш Шчурек · Кжиштоф Пливачик              | 4+7, 3+9 (0+0) (0+2) (3+3) (2+3) (0+1) (0+1 (1+3) (1+3)     | 7+16 |           | + круг    | 21                   | 120 (60+60)   |
| 21.     | 18     | Бугарска · Емилија Јорданова · Десислава Стојанова · Владимир Илијев · Красимир Анев       | 3+11, 2+12 (1+3) (0+3) (0+2) (1+3) (0+3) (1+3) (2+3) (0+3)) | 5+23 |           | + круг    | 20                   | 110 (55+55)   |
| 22.     | 18     | Казахстан · Марина Лебедева · Ална Рајкова · Јан Савицки · Александар Трифонов             | 0+4, 4+8 (0+1) (0+2) (0+1) (1+3) (0+2) (0+0) (0+0) (3+3))   | 4+12 |           | + круг    | '19                  | 100 (50+50)   |
| 23.     | 22     | Естонија · Кадри Лехтла · Грете Гаим · Индрек Тобрелутс · Каури Коив                       | 1+11, 3+10 (1+3) (0+2) (0+3) (0+2) (0+3) (0+3) (0+2) (3+3)) | 4+21 |           | + круг    | 18                   | 90 (45+45)    |
| 24.     | 25     | Летонија · Зана Јускане · Инга Пасковска · Андрејс Расторгујевс · Томс Праулитис           | 0+6, 3+11 (0+3) (2+3) (0+2) (0+2) (0+1) (0+3) (1+3) (1+3))  | 3+17 |           | + круг    | 17                   | 80 (40+40)    |
| 25.     | 23     | Кина · Јен Џанг · Ђалин Танг · Лунг Жен · Сјуеџи Ли                                        | 0+3, 8+12 (0+2) (3+3) (0+1) (2+3) (0+0) (0+3) (3+3) (3+3))  | 8+15 |           | + круг    | 16                   | 70 (35+35)    |
| 26.     | 26     | Јужна Кореја · In-Hee Jо · Seon-Su Kim · In-Bok Lee · Je-Uk Jun                            | 2+10, 4+7 (2+3) (1+3) (0+3) (3+3) (0+1) (0+1 (0+3)          | 6+17 |           | + круг    | 15                   | 60 (30+30)    |